# Džoker: Divlja karta
Džoker: Divlja karta (engl. Wild Card) je američki akcioni drama film iz 2015. godine. Film je baziran na romanu Vrelina iz 1985. od Vilijama Goldmana i njegovoj filmskoj adaptaciji iz 1986. Film je sniman u Nju Orleansu, SAD, i u njemu glume Džejson Stejtam, Majkl Angarano, Majlo Ventimilija, Dominik Garsija-Lorido, Stenli Tuči i Sofija Vergara.

## Spoljašnje veze
- Džoker: Divlja karta на веб-сајту  (језик: енглески)